# Vejen til Sartano
|  | Denne artikel er oprettet af botten PalnaBot ud fra en ekstern database. Den kan derfor have sproglige fejl eller mangler. Denne skabelon kan fjernes efter kontrol af indholdet. |

Vejen til Sartano er en dokumentarfilm instrueret af Theodor Christensen efter eget manuskript.

## Handling
Om Mellemfolkeligt Samvirkes hjælpearbejde i landsbyen Sartano i Syditalien. Byen, som tæller godt 2000 indbyggere, var indtil 1952 kun forbundet med omverden i form af muldyrstier - en af Italiens glemte landsbyer. Med støtte fra den italienske organisation Nationalforeningen til bekæmpelse af analfabetisme, blev der oprettet et center for voksenundervisning. Med gennemførelsen af en rigtig vejforbindelse til Sartano blev isolationen for alvor brudt. I 1953 begyndte Mellemfolkeligt Samvirke et samarbejde med centrene i og omkring Sartano. De udsendte danskere levede og arbejdede sammen med Sartanos bønder, hjalp dem med at løse praktiske problemer i hjem og landbrug og underviste i deres center om aftenen.